# HLA-B58

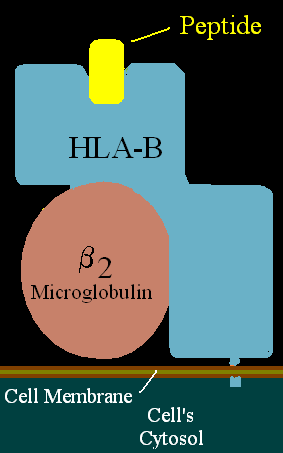

HLA-B58 هو نمط مصلي من مستضد الكريات البيضاء البشرية-ب.